# ハーリン・ガルシア
ハーリン・エマニエル・ガルシア（Jarlin Emmanuel García, 1993年1月18日 - ）は、ドミニカ共和国サントドミンゴ出身のプロ野球選手（投手）。左投左打。フリーエージェント(FA)。

## 経歴

### プロ入り前
少年時代はサッカーに熱中しており、野球は15歳の時から始めた。

### プロ入りとマーリンズ時代
2010年8月にアマチュア・フリーエージェントでフロリダ・マーリンズと契約してプロ入り。
2011年に傘下のルーキー級ドミニカン・サマーリーグ・マーリンズでプロデビュー。14試合（先発8試合）に登板して5勝5敗1セーブ、防御率3.29、46奪三振を記録した。
2012年はルーキー級ガルフ・コーストリーグ・マーリンズでプレーし、12試合（先発4試合）に登板して1勝3敗、防御率3.60、32奪三振を記録した。
2013年はA-級バタビア・マックドッグスでプレーし、15試合に先発登板して2勝3敗、防御率3.10、74奪三振を記録した。
2014年はA級グリーンズボロ・グラスホッパーズでプレーし、25試合に先発登板して10勝5敗、防御率4.38、111奪三振を記録した。
2015年はA+級ジュピター・ハンマーヘッズとAA級ジャクソンビル・サンズでプレーし、2球団合計で25試合に先発登板して4勝8敗、防御率3.57、104奪三振を記録した。また、7月にはオールスター・フューチャーズゲームで世界選抜に選出された。オフの11月20日にルール・ファイブ・ドラフトでの流出を防ぐために40人枠入りした。
2016年はルーキー級ガルフ・コーストリーグ・マーリンズ、A+級ジュピター、AA級ジャクソンビルでプレーし、3球団合計で17試合（先発12試合）に登板して1勝3敗、防御率3.73、38奪三振を記録した。なお、5月15日にはメジャー初昇格を果たしたが、登板機会が無いまま20日にAA級ジャクソンビルへ降格した。オフにはアリゾナ・フォールリーグに参加し、メサ・ソーラーソックスに所属した。
2017年はAA級ジャクソンビル・ジャンボシュリンプで開幕を迎えた。4月14日にメジャー昇格すると、同日のニューヨーク・メッツ戦でメジャーデビュー。左の中継ぎとして定着し、この年メジャーではチーム最多となる68試合に登板して1勝2敗、15ホールド、防御率4.73、42奪三振を記録した。
2018年、開幕時はリリーフだったが、メジャー初先発を務めた4月11日のメッツ戦で6回を無安打無失点に抑える快投を披露した（勝敗は付かず）。この年は29試合（先発7試合）に登板して3勝3敗、防御率4.91、40奪三振を記録した。
2019年は53試合に登板して4勝2敗、防御率3.02、39奪三振を記録した。
2020年2月3日にDFAとなった。

### ジャイアンツ時代
2020年2月10日にウェイバー公示を経てサンフランシスコ・ジャイアンツへ移籍した。この年は19試合に登板して2勝1敗、防御率0.49、14奪三振を記録した。

### パイレーツ時代
2022年オフにピッツバーグ・パイレーツと契約を結んだが、怪我の影響で2023年は全休。オフの11月6日に契約延長オプションを破棄して、フリーエージェント(FA)となった。

## 投球スタイル
フォーシーム主体の速球に、スライダーとチェンジアップを組み合わせる。

## 詳細情報

### 年度別投手成績
| 年 度    | 球 団    | 登 板 | 先 発 | 完 投 | 完 封 | 無 四 球 | 勝 利 | 敗 戦 | セ 丨 ブ | ホ 丨 ル ド | 勝 率 | 打 者 | 投 球 回 | 被 安 打 | 被 本 塁 打 | 与 四 球 | 敬 遠 | 与 死 球 | 奪 三 振 | 暴 投 | ボ 丨 ク | 失 点 | 自 責 点 | 防 御 率 | W H I P |
| -------- | -------- | ----- | ----- | ----- | ----- | -------- | ----- | ----- | -------- | ----------- | ----- | ----- | -------- | -------- | ----------- | -------- | ----- | -------- | -------- | ----- | -------- | ----- | -------- | -------- | ------- |
| 2017     | MIA      | 68    | 0     | 0     | 0     | 0        | 1     | 2     | 0        | 15          | .333  | 225   | 53.1     | 47       | 6           | 17       | 0     | 4        | 42       | 5     | 0        | 29    | 28       | 4.73     | 1.20    |
| 2018     | MIA      | 29    | 7     | 0     | 0     | 0        | 3     | 3     | 0        | 2           | .500  | 278   | 66.0     | 59       | 16          | 28       | 3     | 0        | 40       | 0     | 2        | 37    | 36       | 4.91     | 1.32    |
| 2019     | MIA      | 53    | 0     | 0     | 0     | 0        | 4     | 2     | 0        | 6           | .667  | 206   | 50.2     | 40       | 4           | 16       | 2     | 2        | 39       | 4     | 0        | 17    | 17       | 3.02     | 1.11    |
| 2020     | SF       | 19    | 0     | 0     | 0     | 0        | 2     | 1     | 0        | 6           | .667  | 73    | 18.1     | 11       | 0           | 7        | 1     | 2        | 14       | 0     | 1        | 6     | 1        | 0.49     | 0.98    |
| 2021     | SF       | 58    | 0     | 0     | 0     | 0        | 6     | 3     | 1        | 11          | .667  | 269   | 68.2     | 48       | 9           | 18       | 3     | 2        | 68       | 2     | 2        | 26    | 20       | 2.62     | 0.96    |
| MLB：5年 | MLB：5年 | 227   | 7     | 0     | 0     | 0        | 16    | 11    | 1        | 40          | .593  | 1051  | 257.0    | 205      | 35          | 86       | 9     | 10       | 203      | 11    | 5        | 115   | 102      | 3.57     | 1.13    |

- 2021年度シーズン終了時

### 年度別守備成績
| 年 度 | 球 団 | 投手（P） | 投手（P） | 投手（P） | 投手（P） | 投手（P） | 投手（P） |
| 年 度 | 球 団 | 試 合     | 刺 殺     | 補 殺     | 失 策     | 併 殺     | 守 備 率  |
| ----- | ----- | --------- | --------- | --------- | --------- | --------- | --------- |
| 2017  | MIA   | 68        | 1         | 7         | 0         | 0         | 1.000     |
| 2018  | MIA   | 29        | 3         | 4         | 2         | 0         | .778      |
| 2019  | MIA   | 53        | 1         | 9         | 0         | 0         | 1.000     |
| 2020  | SF    | 19        | 1         | 1         | 0         | 0         | 1.000     |
| 2021  | SF    | 58        | 3         | 11        | 0         | 0         | 1.000     |
| MLB   | MLB   | 227       | 9         | 32        | 2         | 0         | .953      |

- 2021年度シーズン終了時

### 記録
MiLB
- オールスター・フューチャーズゲーム選出：1回（2015年）

### 背番号
- 66（2017年 - 2019年、2021年 - 2022年）
- 76（2020年）